# Belleek
Belleek (gaèlic irlandès: Béal Liche) és una població nord-irlandesa situada en el Comtat de Fermanagh a l'oest de la província. És la localitat més a l'oest d'Irlanda del Nord, i des de 1930, del Gran Bretanya. La seva població és 863 segons el cens de 2001.
Belleek és l'última localitat nord-irlandesa al costat del riu Erne abans del seu retorn a Irlanda. La temperatura més alta d'Irlanda del Nord, 30,8 °C, va ser registrat a la vora de Belleek el 30 de juny de 1976. L'Empresa Ceràmica de Belleek té 150 empleats i el seu museu rep 150.000 visitants a l'any.